# Sam Perry
Samuel "Sam" Victor Perry (* 16. Juli 1918 auf der Isle of Wight; † 17. Dezember 2009 in Pembrokeshire) war ein britischer Rugbyspieler und Biochemiker.

## Biografie

### Studium, Zweiter Weltkrieg und Kriegsgefangenschaft
Perry, der in Southport aufwuchs, studierte nach dem Schulbesuch Biochemie an der University of Liverpool, die zu der Zeit eine der nur drei Universitäten in Großbritannien war, die ein grundständiges Studium (Undergraduate Study) in dieser relativ neuen wissenschaftlichen Disziplin anboten, welche chemische Prozesse innerhalb lebender Organismen untersuchte. Während des Studiums traf er auch seinen lebenslangen Freund und späteren Medizin-Nobelpreisträger Rodney R. Porter. Beide Studenten schlossen ihr Studium 1939 magna cum laude ab, allerdings konnten sie wegen des ausgebrochenen Zweiten Weltkrieges das beabsichtigte Postgraduiertenstudium nicht beginnen.
Zu Beginn des Krieges trat er in ein Artillerieregiment ein und wurde bald zum Unterleutnant (Second Lieutenant) befördert. Als solcher kam er zum Einsatz gegen den Afrikafeldzug der deutschen Wehrmacht unter Generalfeldmarschall Erwin Rommel. 1942 wurde er bei Derna in Libyen gefangen genommen; die folgenden Jahre bis Kriegsende verbrachte er als Kriegsgefangener in Lagern in Modena und Padula (Italien), in Deutschland und Schlesien, wobei ihm mehrfach die Flucht gelang. Nach Beginn des Vormarsches der Roten Armee auf Schlesien sollte er 1944 in ein Gefangenenlager nach Braunschweig verlegt werden. Während der Verlegung entfloh er zum dritten Mal; er wurde jedoch wieder gefasst und vor ein Kriegsgericht in Hildesheim gebracht. Obwohl aufgrund der Genfer Konventionen Kriegsgefangene normalerweise nicht wegen ihrer Flucht bestraft werden durften, wurde er wegen Beschädigung von Eigentum der Deutschen Reichsbahn während der Flucht zu einem Monat Einzelhaft verurteilt. Dadurch blieb ihm jedoch das Schicksal seiner Mitgefangenen erspart, von denen viele nach einem Bombenabwurf durch die United States Air Force auf das Gefangenenlager in Braunschweig ums Leben kamen.
Während seiner letztlich 1165 Tage in Kriegsgefangenschaft widmete er sich bereits in Padula privaten Studien der Biochemie und Agrochemie durch die Lektüre von mit Hilfe des Roten Kreuzes zugesendeten Fachbüchern und Magazinen wie der Annual Review of Biochemistry.

### Hochschullehrer und Rugbynationalspieler
Nach dem Ende des Zweiten Weltkriegs kehrte er nach Großbritannien zurück, wo er an der University of Cambridge sein Studium abschloss und bei dem angesehenen Wissenschaftler Kenneth Bailey einen Philosophiae Doctor (Ph.D.) erwarb. Dabei erwarb er für sein Dissertationsthema über die Muskelforschung nicht nur großes Ansehen, sondern auch den Forschungspreis des Trinity College. Während dieser Zeit gehörte er neben Porter und einem anderen langjährigen Freund, dem späteren zweimaligen Chemie-Nobelpreisträger Frederick Sanger, zu einer Reihe junger Wissenschaftler, die sich ein Labor teilten. Nach seiner Promotion begann er eine Tätigkeit als Lecturer an der Universität Cambridge.
Während dieser Zeit wurde er nicht nur Mitglied der Rugby-Mannschaft der Cambridge University, sondern wurde nach seinem Debüt in einem Länderspiel gegen Wales in Cardiff am 18. Januar 1947 noch sieben weitere Male im Nationalteam eingesetzt.
1948 heiratete er die Schauspielerin und Malerin Maureen Shaw, die ihn zeitlebens auch einige Male porträtierte.
Nach rund zehnjähriger Tätigkeit an der Universität Cambridge nahm er 1959 den Ruf als Professor und Leiter des neu geschaffenen Fachbereichs für Biochemie an der University of Birmingham, an den ihm auch zahlreiche seiner Studenten folgten, an. In den folgenden Jahrzehnten baute er diesen Fachbereich mit den Disziplinen Medizinische Biochemie und Physiologische Chemie weiter aus und trat nach über 25-jähriger Lehrtätigkeit 1985 als Emeritus in den Ruhestand. Während seiner Lehr- und Forschungstätigkeit widmete er sich bei seiner Arbeit besonders der Erforschung der Proteine in Skeletten und Herzmuskeln, wobei diese Arbeit auch grundlegend für die Diagnose und Behandlung von Herzerkrankungen in der modernen Medizin war. Dabei unterstützte er durch seine Arbeit auch die Behandlung von an Muskeldystrophie Erkrankten.
Professor Perry war rund 30 Jahre Mitglied des Medizinischen Forschungskomitees der Muskeldystrophiegruppe von Großbritannien und Irland, aus der die heutige Muskeldystrophiekampagne hervorging. Darüber hinaus war er Vorsitzender der Britischen Herzstiftung (British Heart Foundation) sowie der Biochemical Society.
Für seine besonderen Verdienste wurde er 1974 zum Fellow der Royal Society gewählt.
Nach dem Eintritt in den Ruhestand setzte er seine Forschertätigkeit noch mehrere Jahre mit der Unterstützung seines langjährigen Assistenten Val Patchell fort. Während seiner Lehr- und Forschungstätigkeit veröffentlichte er mehr als 300 wissenschaftliche Fachaufsätze.